# The Man with the Red Tattoo
The Man with the Red Tattoo (roman non traduit en français, le titre signifie littéralement « L'homme avec le tatouage rouge ») publié en 2002, est le sixième et dernier roman original de Raymond Benson qui met en scène le personnage de James Bond. Il a d'abord été publié au Royaume-Uni par Hodder & Stoughton et aux États-Unis par Putnam puis plus tard au Japon, en 2003, sous le titre Red Widow Dawn.
Sur un vol du Japon au Royaume-Uni, une jeune femme japonaise meurt d'une maladie mystérieuse. La maladie est une version mutée du virus du Nil occidental. James Bond découvre que non seulement qu'elle était la fille d'un important homme d'affaires japonais mais qu'en outre plusieurs membres de sa famille sont morts. M envoie son agent au Japon pour enquêter sur ces mystérieuses morts alors qu'un sommet secret du G8 doit bientôt se réunir au pays du Soleil-Levant. À la recherche de réponses, James Bond retrouve son vieil ami, Tigre Tanaka, ainsi que l'un de ses ennemis, Goro Yoshida...

## Résumé
Dans un avion de ligne qui décolle du Japon pour se rendre en Angleterre, une jeune femme du nom de Kyoko McMahon se sent malade. Elle décède pendant le vol des suites d'une "maladie" et des membres de sa famille sont aussi retrouvés morts à leurs résidence de Tokyo.
James Bond est en compagnie du major Boothroyd qui lui présente ses gadgets. L'assistant personnel de Bond, Nigel Smith, l'informe qu'il est attendu par M. 007 se rend donc dans le bureau de M et celle-ci lui dit que le Premier Ministre l'a demandé pour qu'il soit son garde du corps lors d'un sommet secret du G8 qui se tiendra au Japon. L'agence d'investigation de sécurité publique assurera la sécurité, celle-ci est dirigée par une vieille connaissance de 007, Tigre Tanaka (voir On ne vit que deux fois).
Ce sommet pourrait être menacé par le terroriste japonais Goro Yoshida que Bond a déjà indirectement combattu dans le roman précédent, Ne rêve jamais de mourir. Yoshida pense que le Japon a perdu ses valeurs traditionnelles et qu'il est « empoisonné » par l'Occident. 
M confie une seconde mission à son agent : enquêter sur les morts suspectes des membres de la famille McMahon. Peter McMahon était le président d'une société pharmaceutique, CureLab Inc. et avait des amis bien placés. 
Avant de partir au Japon, Bond rend visite au coroner qui s'occupe de l'affaire Kyoko McMahon. Alors que celui-ci lui dit ne pas vraiment savoir de quoi la fille est morte, des hommes armés débarquent et essayent d'emporter le corps. 007 intervient, maitrise la situation, et remarque un tatouage des Yakuza sur le corps de l'un des hommes qu'il a tué.
L'hélicoptère de Yasutake Tsukamoto, chef du clan yakuza Ryujin-kai, atterrit dans les îles Kouriles. Il vient rendre visite à Goro Yoshida qui est le Yami Shogun, soit le grand chef. 
Yoshida est un homme qui possède un gros tatouage rouge qui recouvre 80 % de son corps et est le dirigeant de Yonai Enterprises. Celui-ci voulait mettre la main sur une entreprise rivale, CureLab Inc. Il demande à Tsukamoto de tuer la seule fille encore vivante de Peter McMahon, Mayumi, et lui présente vingt hommes qui sont prêts à se sacrifier pour accomplir un plan qu'il a imaginé...
Bond est accueilli par Reiko Tamura, une agent spécial, à un aéroport de Tokyo. Elle l'amène jusqu'à Tanaka. Celui-ci révèle à 007 qu'il a des problèmes de santé et qu'il n'est plus vraiment à la tête de l'agence d'investigation de sécurité publique.
Après un repas, Tanaka briefe Bond sur les Ryujin-kai et sur la volonté de Yonai Enterprises pour acquérir CureLab Inc. Il dit à Bond que le vice président de CureLab est Shinji Fujimoto (un membre de la famille McMahon) et qu'il y a eu un incendie dans la morgue qui contenait les corps de la famille. Il lui donne également le nom de Takuya Abo, qui est le cousin de l'ex petit ami de Mayumi.
Bond et Tanaka se rendent à la résidence de la famille McMahon, observent les lieux et posent quelques questions à Shinji Fujimoto. Tanaka reçoit soudainement un coup de fil disant que l'ex petit ami de Mayumi (Kenji Umeki), qui avait accepté de les aider pour retrouver la fille, a été retrouvé mort.
Bond et Tanaka se rendent sur la scène du crime à Kabukichō, où ils retrouvent Reiko. Tanaka doit partir et Bond visite les environs avec Reiko. Un motard essaye soudainement de les écraser volontairement puis plusieurs autres motards du même gang apparaissent et les prennent en chasse. Ils veulent que Bond et Reiko quittent le quartier, ce qu'ils font. 
Le lendemain, Bond et Reiko vont rendre visite au cousin de l'ex petit ami de Mayumi (Takuya Abo) et lui posent des questions. Celui-ci leur dit que Mayumi travaille dans un soapland de Sapporo et que Goro Yoshida prépare quelque-chose avec les Ryujin-kai. Alors qu'il allait leur dire où se trouve Yoshida, il reçoit une balle dans la tête, tirée par Noburo Ichihara (un des motards). Bond et Reiko se mettent à la poursuite du tireur, Reiko est blessée dans l'opération. Bond poursuit Ichihara jusque dans un théâtre kabuki mais celui-ci parvient à s'échapper. 
En rentrant à son hôtel, 007 est abordé par Shinji Fujimoto. Ce dernier lui dit qu'il a des informations sur Mayumi. Bond l'accompagne au siège de CureLab mais Fujimoto l'assomme. Lorsque 007 reprend connaissance, Fujimoto l'interroge sur la nature de sa mission au Japon. Bond ne révèle rien d'intéressant et Fujimoto lui dit qu'il va se passer quelque chose au Daibutsu du Kōtoku-in (à Kamakura). Fujimoto s'en va après avoir demandé à ses hommes, qui incluent Ichihara, de le tuer. Grâce à des gadgets créés par le département Q, Bond prend la fuite et tue ou maitrise ses agresseurs. Il télécharge des fichiers d'un ordinateur qui traite d'un projet qui implique des moustiques, s'échappe du siège de CureLab et rejoint Tigre Tanaka.
Bond et Tanaka se rendent à Kamakura où ils observent Fujimoto qui rencontre le président de Yonai Enterprises, ainsi qu'un nain du nom de Junji Kon. Ils décident de prendre Fujimoto en filature mais celui-ci se fait assassiner par le nain. 
Alors que la fusion entre CureLab et Yonai Enterprises est annoncée à la télévision, Bond reçoit un briefing sur les moustiques qui peuvent délivrer le virus. Il prend le train avec Reiko pour se rendre à Hokkaido où se trouve Hokkaido Mosquito and Vector Control Centre, un établissement de santé public dont le nom apparaissait sur un des posters à CureLab.
Durant le trajet, ils voient que Junji Kon se trouve également dans le train. 007 s'infiltre dans le compartiment du nain, trouve une boite remplie de moustiques et la prend avec lui. Cependant, alors que Bond et Reiko font l'amour, Junji Kon  appuie sur le bouton d'une télécommande qui active un dispositif qui libère les moustiques de la boite.
Bond et Reiko parviennent à s'en sortir, 007 prend Kon en chasse dans le tunnel du Seikan mais celui-ci parvient à s'échapper. 
Reiko, qui avait été piquée par un moustique, meurt.
Bond va voir son contact local à Sapporo, Ikuo Yamamaru. Celui-ci lui dit qu'il a trouvé Mayumi. 007 se rend dans le soapland et la rencontre. Il lui apprend que les Ryujin-kai ont tué ses parents et parvient à la convaincre de partir avec lui. 
Après avoir été poursuivi par des Yakuza, Bond et Mayumi, s'infiltrent à Hokkaido Mosquito and Vector Control Centre. Ils se font cependant repérer et capturer. Yasutake Tsukamoto les met en relation avec Yoshida par téléconférence. 
Yoshida explique à 007 que son plan consiste à tuer les participants du sommet du G8 avec ses moustiques et demande à ses hommes d'enfermer Bond et Mayumi dans un réservoir à moustiques. Mais grâce à Ikuo Yamamaru et des gadgets créés par le département Q, ils parviennent à s'enfuir.
Après avoir laissé Mayumi à Tokyo, Bond part avec Tigre Tanaka à Benesse House, sur l'ile Naoshima, où doit se dérouler le sommet secret du G8. La conférence commence mais Junji Kon, qui s'était précédemment infiltré dans le bâtiment, a placé des boites qui contiennent des moustiques.
Soudain, les moustiques sont relâchés et attaquent les gens qui sont présents à la conférence. Les lieux sont évacués et Bond réussit à repérer et capturer Junji Kon. Celui-ci lui révèle que Goro Yoshida à un autre plan : vingt hommes sont déjà en route vers les États-Unis où ils relâcheront des moustiques dans les grandes villes du pays.
Alors que les autorités américaines sont prévenues et que les hommes sont arrêtés aux aéroports, Bond et Yoshi Nakayama (l'assistant de Tanaka) participent à un assaut héliporté sur la résidence de Yoshida dans les îles Kouriles. L'assaut est un succès mais le corps de Yoshida n'est pas retrouvé…
Bond est désormais à son hôtel avec Mayumi lorsque Yoshida et Yasutake Tsukamoto font irruption dans leurs chambre. 007 se bat à la loyale au katana contre Yoshida mais ne fait pas le poids face à lui. Alors que Yoshida est sur le point d'achever Bond, Mayumi tire sur Yoshida et maitrise Tsukamoto. Des sirènes de police se font entendre au loin et Goro Yoshida se suicide en pratiquant un seppuku. Tsukamoto est quant à lui arrêté par les autorités.

## Personnages principaux
- James Bond
- Tigre Tanaka - "chef" de l'agence d'investigation de sécurité publique et ami de Bond.
- Goro Yoshida - terroriste japonais qui pense que le Japon a perdu ses valeurs traditionnelles et qu'il est « empoisonné » par l'Occident.
- Reiko Tamura - agent de l'agence d'investigation de sécurité publique.
- Mayumi McMahon - fille du dirigeant de CureLab Inc.
- Yasutake Tsukamoto -  chef du clan yakuza Ryujin-kai.
- Junji Kon - assassin à la solde des Ryujin-kai.

## Historique de publication
- Royaume-Uni, première édition cartonnée : 2 mai 2002, Hodder & Stoughton
- États-Unis, première édition cartonnée : 6 juin 2002, Putnam
- Royaume-Uni, première édition de poche : 9 juin 2003, Coronet Books
- États-Unis, édition de poche : mai 2003, Jove Books